# Deutsche Leichtathletik-Meisterschaften 2014/Resultate
Der Hauptteil der Wettbewerbe bei den 114. Deutschen Leichtathletik-Meisterschaften wurde am 26. bis 27. Juli in Ulm ausgetragen.
In der hier vorliegenden Auflistung werden die in den verschiedenen Wettbewerben jeweils ersten acht platzierten Leichtathletinnen und Leichtathleten aufgeführt. Eine Übersicht mit den Medaillengewinnerinnen und -gewinnern sowie einigen Anmerkungen zu den Meisterschaften findet sich unter dem Link Deutsche Leichtathletik-Meisterschaften 2014.
Wie immer gab es zahlreiche Disziplinen, die zu anderen Terminen an anderen Orten stattfanden – in den folgenden Übersichten jeweils konkret benannt.
Hier die ausführlichen Ergebnislisten der Meisterschaften 2014:

## Meisterschaftsresultate Männer

### 100 m
| Platz | Athlet, Verein                                 | Zeit (s) |
| ----- | ---------------------------------------------- | -------- |
| 1     | Julian Reus (TV Wattenscheid 01)               | 10,01    |
| 2     | Lucas Jakubczyk (SCC Berlin)                   | 10,01    |
| 3     | Aleixo-Platini Menga (TSV Bayer 04 Leverkusen) | 10,20    |
| 4     | Sven Knipphals (VfL Wolfsburg)                 | 10,21    |
| 5     | Alexander Kosenkow (TV Wattenscheid 01)        | 10,23    |
| 6     | Patrick Domogala (MTG Mannheim)                | 10,24    |
| 7     | Christian Blum (TV Wattenscheid 01)            | 10,25    |
| 8     | Roy Schmidt (LAZ Leipzig)                      | 10,26    |

Datum: 26. Juli
Wind: +2,2 m/s
Die Resultate im 100-Meter-Lauf waren ausgezeichnet. Es war das weitaus beste Kurzsprint-Finale bei Deutschen Meisterschaften seit 1958 – damals mit Europarekordeinstellungen durch den drittplatzierten Heinz Fütterer (Vorlauf), den zweitplatzierten Armin Hary (Vorlauf/Finale) und den Deutschen Meister Manfred Germar (Finale). Allerdings war der Rückenwind im Jahr 2014 leider um 0,2 m/s zu stark für eine Rekordanerkennung und Aufnahme der Zeiten in die Bestenlisten.

### 200 m
| Platz | Athlet, Verein                                  | Zeit (s) |
| ----- | ----------------------------------------------- | -------- |
| 1     | Robin Erewa (TV Wattenscheid 01)                | 20,61    |
| 2     | Sebastian Ernst (TV Wattenscheid 01)            | 20,67    |
| 3     | Alexander Kosenkow (TV Wattenscheid 01)         | 20,83    |
| 4     | Sven Knipphals (VfL Wolfsburg)                  | 20,94    |
| 5     | Robert Hering (LAZ Leipzig)                     | 21,24    |
| 6     | Felix Göltl (LG ovag Friedberg-Fauerbach)       | 21,39    |
| 7     | Robert Hind (SV Schlau.com Saar 05 Saarbrücken) | 21,43    |
| 8     | Aleixo-Platini Menga (TSV Bayer 04 Leverkusen)  | 21,45    |

Datum: 27. Juli
Wind: +0,3 m/s

### 400 m
| Platz | Athlet, Verein                           | Zeit (s) |
| ----- | ---------------------------------------- | -------- |
| 1     | Kamghe Gaba (LG Stadtwerke München)      | 45,82    |
| 2     | Thomas Schneider (SC Magdeburg)          | 46,08    |
| 3     | David Gollnow (LG Stadtwerke München)    | 46,76    |
| 4     | Miguel Rigau (LT DSHS Köln)              | 46,83    |
| 5     | Jonas Plass (LG Stadtwerke München)      | 46,97    |
| 6     | Sören Gnoss (TSG Bergedorf Hamburg)      | 47,55    |
| 7     | Benedikt Wiesend (LG Stadtwerke München) | 47,81    |
| 8     | Tobias Mausbach (TV Herkenrath)          | 48,00    |

Datum: 27. Juli

### 800 m
| Platz | Athlet, Verein                                     | Zeit (min) |
| ----- | -------------------------------------------------- | ---------- |
| 1     | Dennis Krüger (1. VfL Fortuna Marzahn)             | 1:48,91    |
| 2     | Denis Bäuerle (LG Filder)                          | 1:49,28    |
| 3     | Jan Riedel (Dresdner SC)                           | 1:49,30    |
| 4     | Patrick Zwicker (LC Rehlingen)                     | 1:49,60    |
| 5     | Andreas Lange (LG Reinbek/Ohe)                     | 1:49,93    |
| 6     | Benedikt Huber (TSV Palling)                       | 1:50,50    |
| 7     | Carl-Philip Heising (LAV Bayer Uerdingen/Dormagen) | 1:51,03    |
| 8     | Patrick Oehler (VfL Sindelfingen)                  | 1:51,16    |

Datum: 27. Juli

### 1500 m
| Platz | Athlet, Verein                            | Zeit (min) |
| ----- | ----------------------------------------- | ---------- |
| 1     | Timo Benitz (LG farbtex Nordschwarzwald)  | 3:57,53    |
| 2     | Homiyu Tesfaye (LG Eintracht Frankfurt)   | 3:57,81    |
| 3     | Carsten Schlangen (LG Nord Berlin)        | 3:57,98    |
| 4     | Florian Orth (LG farbtex Nordschwarzwald) | 3:58,69    |
| 5     | Martin Sperlich (VfB LC Friedrichshafen)  | 3:59,00    |
| 6     | Stefan Hettich (TSV Gomaringen)           | 4:00,13    |
| 7     | Carl Siemes (TSV Bayer 04 Leverkusen)     | 4:00,43    |
| 8     | Jonas Beverungen (TV Wattenscheid 01)     | 4:00,71    |

Datum: 27. Juli

### 5000 m
| Platz | Athlet, Verein                                | Zeit (min) |
| ----- | --------------------------------------------- | ---------- |
| 1     | Richard Ringer (VfB LC Friedrichshafen)       | 13:43,45   |
| 2     | Arne Gabius (LAV Stadtwerke Tübingen)         | 13:44,21   |
| 3     | Philipp Pflieger (LG Telis Finanz Regensburg) | 13:54,45   |
| 4     | Simon Stützel (ART Düsseldorf)                | 14:01,36   |
| 5     | Hendrik Pfeiffer (TV Wattenscheid 01)         | 14:04,56   |
| 6     | Nico Sonnenberg (LG Eintracht Frankfurt)      | 14:06,40   |
| 7     | Mitku Seboka (TS Lichtenfels)                 | 14:11,38   |
| 8     | Jens Nerkamp (PSV Grün-Weiß Kassel)           | 14:12,14   |

Datum: 27. Juli

### 10.000 m
| Platz | Athlet, Verein                           | Zeit (min) |
| ----- | ---------------------------------------- | ---------- |
| 1     | Richard Ringer (VfB LC Friedrichshafen)  | 28:28,96   |
| 2     | Jakob Stiller (LAZ Leipzig)              | 28:54,18   |
| 3     | Nico Sonnenberg (LG Eintracht Frankfurt) | 29:02,44   |
| 4     | Tim Siedenstein (SG Wenden)              | 29:03,05   |
| 5     | Fabian Clarkson (SC Brandenburg Berlin)  | 29:09,38   |
| 6     | Tobias Schreindl (LG Passau)             | 29:11,82   |
| 7     | Hendrik Pfeiffer (TV Wattenscheid 01)    | 29:16,14   |
| 8     | Jens Nerkamp (PSV Grün-Weiß Kassel)      | 29:16,77   |

Datum: 4. Mai
fand in Aichach statt

### 10-km-Straßenlauf
| Platz | Athlet, Verein                                     | Zeit (min) |
| ----- | -------------------------------------------------- | ---------- |
| 1     | André Pollmächer (rhein-marathon düsseldorf e. V.) | 29:23      |
| 2     | Amanal Petros (TSVE 1890 Bielefeld)                | 29:32      |
| 3     | Manuel Stöckert (SC Ostheim/Rhön)                  | 29:44      |
| 4     | Philipp Pflieger (LG Telis Finanz Regensburg)      | 29:53      |
| 5     | Mitku Seboka (TS Lichtenfels)                      | 29:55      |
| 6     | Jannik Arbogast (LG Region Karlsruhe)              | 29:58      |
| 7     | Clemens Bleistein (LG Stadtwerke München)          | 30:01      |
| 8     | Frank Schauer (SC Magdeburg)                       | 30:05      |

Datum: 7. September
fand in Düsseldorf statt

### 10-km-Straßenlauf, Mannschaftswertung
| Platz | Verein, Besetzung                                                                  | Zeit (h) |
| ----- | ---------------------------------------------------------------------------------- | -------- |
| 1     | LG Telis Finanz Regensburg (Philipp Pflieger, Julian Flügel, Felix Plinke)         | 1:31:53  |
| 2     | LG Region Karlsruhe (Jannik Arbogast, Frederik Unewisse, Fabian Lutz)              | 1:32:03  |
| 3     | LG Braunschweig (Heiko Baier, Karsten Meier, Florian Pehrs)                        | 1:32:51  |
| 4     | LG Stadtwerke München (Clemens Bleistein, Lukas Becht, Florian Pasztor)            | 1:33:00  |
| 5     | TSG 08 Roth (Sebastian Reinwand, Joseph Katib, Michael Batz)                       | 1:33:13  |
| 6     | ART Düsseldorf (Simon Stützel, Volker Goineau, Thomas Tremmel)                     | 1:33:57  |
| 7     | USC Bochum (Jan Simon Hamann, Dominik Hollop, Michel Bücker)                       | 1:34:16  |
| 8     | PSV Grün-Weiß Kassel (Dens Nerkamp, Ybekal Daniel Berye (Äthiopien), Marco Schwab) | 1:34:22  |

Datum: 7. September
fand in Düsseldorf statt

### Halbmarathon
| Platz | Athlet, Verein                                     | Zeit (h) |
| ----- | -------------------------------------------------- | -------- |
| 1     | Manuel Stöckert (SC Ostheim/Rhön)                  | 1:05:02  |
| 2     | Julian Flügel (LG Telis Finanz Regensburg)         | 1:05:48  |
| 3     | Tobias Gröbl (LG Zusam)                            | 1:05:49  |
| 4     | Jens Nerkamp (PSV Grün-Weiß Kassel)                | 1:05:53  |
| 5     | Tobias Schreindl (LG Passau)                       | 1:05:53  |
| 6     | Valentin Unterholzner (LG Telis Finanz Regensburg) | 1:06:43  |
| 7     | Christian König (GutsMuths-Rennsteiglaufverein)    | 1:06:47  |
| 8     | Stefan Hubert (SV Sömmerda)                        | 1:06:48  |

Datum: 6. April
fand in Freiburg statt

### Halbmarathon, Mannschaftswertung
| Platz | Verein, Besetzung                                                                       | Zeit (h) |
| ----- | --------------------------------------------------------------------------------------- | -------- |
| 1     | LG Telis Finanz Regensburg (Julian Flügel, Valentin Unterholzner, Jonas Koller)         | 3:20:04  |
| 2     | GutsMuths-Rennsteiglaufverein (Christian König, Christian Seiler, Marcel Bräutigam)     | 3:20:22  |
| 3     | PSV Grün-Weiß Kassel (Jens Nerkamp, Ybekal Daniel Berye (Äthiopien), Thomas Schönemann) | 3:27:19  |
| 4     | LG Stadtwerke München (Johannes Hillebrand, Lukas Becht, Lukas Steinheber)              | 3:29:50  |
| 5     | SG Wenden (Stefan Groß, Jörg Heiner, Knut Seelbach)                                     | 3:33:17  |
| 6     | TV Refrath (Daniel Schmidt, Simon Dahl, Pascal Meißner)                                 | 3:33:29  |
| 7     | LG Passau (Tobias Schreindl, Marco Bscheidl, Alexander Sellner)                         | 3:34:06  |
| 8     | LG Telis Finanz Regensburg (Moritz Steininger, Felix Plinke, Jonas Fischer)             | 3:34:21  |

Datum: 6. April
fand in Freiburg statt

### Marathon
| Platz | Athlet, Verein                                         | Zeit (h) |
| ----- | ------------------------------------------------------ | -------- |
| 1     | Tobias Schreindl (LG Passau)                           | 2:21:47  |
| 2     | Dominik Fabianowski (ASV Köln)                         | 2:23:16  |
| 3     | Ybekal Daniel Berye (Äthiopien / PSV Grün-Weiß Kassel) | 2:24:04  |
| 4     | Holger Freudenberger (TSG 1845 Heilbronn)              | 2:24:17  |
| 5     | Niels Bubel (Die Laufpartner / Asics Frontrunner)      | 2:25:14  |
| 6     | Benedikt Hoffmann (TSG 1845 Heilbronn)                 | 2:25:35  |
| 7     | Thorben Dietz (LG Dorsten)                             | 2:27:46  |
| 8     | Kai Reissinger (M.O.N.)                                | 2:27:48  |

Datum: 12. Oktober
fand im Rahmen des München-Marathons statt
M.O.N. – Mannschaft ohne Namen

### Marathon, Mannschaftswertung
| Platz | Verein, Besetzung                                                                  | Zeit (h) |
| ----- | ---------------------------------------------------------------------------------- | -------- |
| 1     | LG Passau (Tobias Schreindl, Giova Gonzalez-Popoca, Marco Bscheidl)                | 7:26:57  |
| 2     | TSG 1845 Heilbronn (Holger Freudenberger, Benedikt Hoffmann, Markus Häcker)        | 7:30:34  |
| 3     | PSV Grün-Weiß Kassel (Ybekal Daniel Berye (Äthiopien), Jörn Harland, Fred Schmalz) | 7:42:59  |
| 4     | LAC Quelle Fürth (Dominik Mages, Eike Loch, Sebastian Jost)                        | 7:46:44  |
| 5     | SG Wenden (Stefan Groß, Markus Mockenhaupt, Knut Seelbach)                         | 7:58:43  |
| 6     | M.O.N. (Kai Reissinger, Erwin Zachmann, Mariusz Tymek)                             | 8:08:11  |
| 7     | SG Walldorf Astoria 1902 (Rouven Emmerich, Patrick Meyer, Wolfgang Ketterle)       | 8:16:17  |
| 8     | LAZ Puma Rhein-Sieg (Moritz auf der Heide, Marcel Frank, Jürgen Reiser)            | 8:24:01  |

Datum: 12. Oktober
M.O.N. – Mannschaft ohne Namen
fand im Rahmen des München-Marathons statt

### 100-km-Straßenlauf
| Platz | Athlet, Verein                                       | Zeit (h) |
| ----- | ---------------------------------------------------- | -------- |
| 1     | Adam Zahoran (LG Würzburg)                           | 7:09:03  |
| 2     | Michael Sommer (Eichenkreuz Schwaikheim)             | 7:15:56  |
| 3     | Tobias Hegman (TSG Kleinostheim)                     | 7:31:28  |
| 4     | Dirk Joos (LG Bodensee)                              | 7:36:56  |
| 5     | Florian Reus (LG Würzburg)                           | 7:38:07  |
| 6     | Jörg Hooß (LTF Marpingen)                            | 7:47:29  |
| 7     | Volker Greis (Lauf Team Unna)                        | 7:54:42  |
| 8     | Michael Karolewski (DJK Jung Siegfried Herzogenrath) | 8:15:22  |

Datum: 10. Mai
fand in Husum statt

### 100-km-Straßenlauf, Mannschaftswertung
| Platz | Verein, Besetzung                                                      | Zeit (h) |
| ----- | ---------------------------------------------------------------------- | -------- |
| 1     | LG Würzburg (Adam Zahoran, Florian Reus, Rainer Koch)                  | 23:21:03 |
| 2     | Eichenkreuz Schwaikheim (Michael Sommer, Uli Lorenzen, Andreas Maisch) | 24:36:27 |
| 3     | TSV Kusterdingen (Ralf Steißlinger, Nicolaos Adam, Steffen Hüttner)    | 25:20:05 |

Datum: 10. Mai
fand in Husum statt
nur 3 Mannschaften in der Wertung

### 110 m Hürden
| Platz | Athlet, Verein                          | Zeit (s) |
| ----- | --------------------------------------- | -------- |
| 1     | Matthias Bühler (LG Offenburg)          | 13,20    |
| 2     | Gregor Traber (LAV Stadtwerke Tübingen) | 13,23    |
| 3     | Helge Schwarzer (Hamburger SV)          | 13,59    |
| 4     | Julian Marquardt (SV Halle)             | 13,60    |
| 5     | Alexander John (LAZ Leipzig)            | 13,61    |
| 6     | Maximilian Bayer (LAZ Leipzig)          | 13,63    |
| 7     | Jonas Christen (TSG Niefen)             | 13,94    |
| 8     | Paul Dittmer (MTV Hanstedt)             | 14,12    |

Datum: 26. Juli
Wind: +3,4 m/s
Im 110-Meter-Hürdenlauf war der Wind weit deutlicher über dem erlaubten Wert von 2,0 m/s als im 100-Meter-Lauf. Die Leistungen der ersten beiden hier sind dennoch bemerkenswert gut.

### 400 m Hürden
| Platz | Athlet, Verein                          | Zeit (s) |
| ----- | --------------------------------------- | -------- |
| 1     | Felix Franz (LG Neckar-Enz)             | 49,34    |
| 2     | Varg Königsmark (SC Magdeburg)          | 49,40    |
| 3     | Tobias Giehl (LG Stadtwerke München)    | 50,23    |
| 4     | Georg Fleischhauer (Dresdner SC)        | 50,67    |
| 5     | Quentin Seigel (LG Offenburg)           | 51,05    |
| 6     | Christian Heimann (LAZ Puma Rhein-Sieg) | 51,53    |
| 7     | Florian Handt (Dresdner SC)             | 51,68    |
| 8     | Rico Thränert (Schweriner SC)           | 51,79    |

Datum: 27. Juli

### 3000 m Hindernis
| Platz | Athlet, Verein                                        | Zeit (min) |
| ----- | ----------------------------------------------------- | ---------- |
| 1     | Steffen Uliczka (SG TSV Kronshagen/Kieler TB)         | 8:35,82    |
| 2     | Martin Grau (LSC Höchstadt/Aisch)                     | 8:42,13    |
| 3     | Hannes Liebach (SCC Berlin)                           | 8:50,36    |
| 4     | Nico Sonnenberg (LG Eintracht Frankfurt)              | 8:51,76    |
| 5     | Valentin Unterholzner (LG Telis Finanz Regensburg)    | 8:56,04    |
| 6     | Felix Hentschel (Leichtathletik-Gemeinschaft Bamberg) | 8:57,65    |
| 7     | Michael Wilms (LG Olympia Dortmund)                   | 8:59,00    |
| 8     | Konstantin Wedel (LSC Höchstadt/Aisch)                | 9:00,53    |

Datum: 26. Juli

### 4 × 100 m Staffel
| Platz | Verein, Besetzung                                                                                | Zeit (s) |
| ----- | ------------------------------------------------------------------------------------------------ | -------- |
| 1     | TV Wattenscheid 01 (Christian Blum, Sebastian Ernst, Alexander Kosenkow, Julian Reus)            | 39,02    |
| 2     | MTG Mannheim (Jonas Kriesamer, Patrick Domogala, Dennis Herdt, Yannick Hoecker)                  | 39,98    |
| 3     | SCC Berlin (George Petzold, Lucas Jakubczyk, Oliver Pritzlaff, Nico Marcel Leistner)             | 40,52    |
| 4     | TV Gladbeck (Thomas Lohrengel, Matthias Bos, Kevin Sellke, Simon Schlebach)                      | 40,83    |
| 5     | VfL Sindelfingen (Benjamin Bartel, Romed Guischard, Patrick Saile, Carsten Theurer)              | 41,01    |
| 6     | LG ovag Friedberg-Fauerbach (Bernd Schauwecker, Lars Hieronymi, Michael Pohl, Felix Göltl)       | 41,21    |
| 7     | LG Kindelsberg Kreuztal (Nils Löcher, Gassimou Tobias Kake, Philipp Menn, Tobias Becker)         | 41,21    |
| 8     | LG Stadtwerke München (Dimitrios Salassidis, Tobias Schneider, Christian Rasp, Daniel Trossmann) | 41,25    |

Datum: 27. Juli

### 4 × 400 m Staffel
| Platz | Verein, Besetzung                                                                                      | Zeit (min) |
| ----- | --- | ---------- |
| 1     | LG Stadtwerke München I (David Gollnow, Kamghe Gaba, Johannes Trefz, Jonas Plass)                      | 3:08,05    |
| 2     | LG UnterlüßFaßbergOldendorf (Lenn Jelte Mügge, Laurin Forstreuter, Alexander Juretzko, Jannik Rehbein) | 3:10,02    |
| 3     | TSV Bayer 04 Leverkusen (Lars Heinke, Tobias Lange, Robin Schembera, Hendrik Essers)                   | 3:12,02    |
| 4     | LT DSHS Köln (Carsten Orth, Jan Mössing, Tobias Schrick, Miguel Rigau)                                 | 3:13,24    |
| 5     | TSG Bergedorf Hamburg (Alexander Kessler, Maximilian Eichholz, Alexander Neblung, Sören Gnoss)         | 3:13,45    |
| 6     | VfL Sindelfingen (Fabian Sterzing, Manuel Ilg, Alexander Schif, Patrick Oehler)                        | 3:14,99    |
| 7     | LG Stadtwerke München II (Benedikt Wiesend, Markus Kiefl, Marcus Mikulla, Tobias Giehl)                | 3:15,76    |
| 8     | TV Herkenrath (Timur Tezkan, Tobias Mausbach, Stefan Höller, Christian Grund)                          | 3:17,08    |

Datum: 27. Juli

### 3 × 1000 m Staffel
| Platz | Verein, Besetzung                                                                    | Zeit (min) |
| ----- | ------------------------------------------------------------------------------------ | ---------- |
| 1     | LG farbtex Nordschwarzwald (Marco Kern, Benedikt Karus, Timo Benitz)                 | 7:27,38    |
| 2     | LG Braunschweig (Florian Pehrs, Viktor Kuk, Sören Ludolph)                           | 7:28:24    |
| 3     | TSV Bayer 04 Leverkusen (Christoph Malik, Carl Siemes, Robin Schembera)              | 7:28,64    |
| 4     | VfB LC Friedrichshafen (Maximilian Dersch, Richard Ringer, Martin Sperlich)          | 7:28,83    |
| 5     | LSC Höchstadt/Aisch (Tobias Budde, Konstantin Wedel, Marco Kürzdörfer)               | 7:29,46    |
| 6     | LAV Bayer Uerdingen/Dormagen (Julian Spinrath, Fabian Spinrath, Carl-Philip Heising) | 7:29,75    |
| 7     | LAC Quelle Fürth (Arthur Voigt, Eshetu Zewudie, Dario Tippmann)                      | 7:30,91    |
| 8     | LG VfL/SSG Bensheim (Tano Marth, Ruben Zillig, Marko Arthofer)                       | 7:31,61    |

Datum: 10. August
fand in Bochum-Wattenscheid im Rahmen der Deutschen Jugendmeisterschaften statt

### 10.000-m-Bahngehen
| Platz | Athlet, Verein                       | Zeit (min) |
| ----- | ------------------------------------ | ---------- |
| 1     | Christopher Linke (SC Potsdam)       | 39:42,12   |
| 2     | Hagen Pohle (SC Potsdam)             | 40:06,23   |
| 3     | Carl Dohmann (SCL -Heel Baden-Baden) | 41:18,21   |
| 4     | Nils Brembach (SC Potsdam)           | 41:21,09   |
| 5     | Nathaniel Seiler (TV Bühlertal)      | 44:51,56   |
| 6     | Steffen Borsch (SV Halle)            | 45:15,61   |

Datum: 21. Juni
fand in Bühlertal statt
nur 6 Teilnehmer in der Wertung

### 20-km-Gehen
| Platz | Athlet, Verein                         | Zeit (h) |
| ----- | -------------------------------------- | -------- |
| 1     | Christopher Linke (SC Potsdam)         | 1:21:18  |
| 2     | Hagen Pohle (SC Potsdam)               | 1:21:29  |
| 3     | Carl Dohmann (SCL -Heel Baden-Baden)   | 1:21:42  |
| 4     | Nils Christopher Gloger (SC Potsdam)   | 1:21:49  |
| 5     | Nils Brembach (SC Potsdam)             | 1:25:42  |
| 6     | Marcel Lehmberg (SC Potsdam)           | 1:27:19  |
| 7     | Andreas Janker (LG Röthenbach/Pegnitz) | 1:28:09  |
| 8     | Steffen Borsch (SV Halle)              | 1:33:11  |

Datum:18. Mai
fand in Naumburg statt

### 20-km-Gehen, Mannschaftswertung
| Platz | Verein, Besetzung                                                      | Zeit (h) |
| ----- | ---------------------------------------------------------------------- | -------- |
| 1     | SC Potsdam (Christopher Linke, Hagen Pohle, Nils Christopher Gloger)   | 4:04:36  |
| 2     | SV Breitenbrunn (Steffen Meyer, Nischan Daimer, Joachim Maier)         | 5:13:31  |
| 3     | TV Bühlertal (Denis Franke, Klaus Dietsche, Bengt Bengtsson)           | 5:38:51  |
| 4     | Alemannia Aachen (Malte Strunk, Peter Schumm, Udo Münster)             | 5:54:45  |
| 5     | Polizei SV Berlin I (Wilfried Gaube, Uwe Tolle, Ralf Janotte)          | 5:59:53  |
| 6     | TV Ludweiler (Dr. Rainer Lorscheider, Christof Hölle, Stefan Nißl)     | 6:09:34  |
| 7     | TV Groß-Gerau (Thorsten Fern, Werner Schaller, Joseph Hummer)          | 6:23:35  |
| 8     | Polizei SV Berlin II (Günter Evertz, Bernd Hölters, Wolf-Dieter Giese) | 6:31:04  |

Datum: 18. Mai
fand in Naumburg statt

### 50-km-Gehen
| Platz | Athlet, Verein                         | Zeit (h) |
| ----- | -------------------------------------- | -------- |
| 1     | Nils Brembach (SC Potsdam)             | 3:54:47  |
| 2     | Andreas Janker (LG Röthenbach/Pegnitz) | 4:28:47  |
| 3     | Joachim Maier (SV Breitenbrunn)        | 5:26:18  |
| DNF   | Christopher Linke (SC Potsdam)         |          |
| DNF   | Helmut Prieler (SpVgg Niederaichbach)  |          |

Datum: 11. Oktober
fand in Gleina statt
nur 3 Geher im Ziel, 2 weitere gaben auf

### Hochsprung
| Platz | Athlet, Verein                              | Höhe (m) |
| ----- | ------------------------------------------- | -------- |
| 1     | Martin Günther (LG Eintracht Frankfurt)     | 2,25     |
| 2     | David Nopper (LAV Tübingen)                 | 2,21     |
| 3     | Christian Heinze (1. LAC Dessau)            | 2,13     |
| 4     | Sebastian Kneifel (TV Wattenscheid 01)      | 2,13     |
| 4     | Raúl Spank (LG Nord Berlin)                 | 2,13     |
| 6     | Philipp Erfurth (LAC Erdgas Chemnitz)       | 2,09     |
| 7     | Hendrik Meier (LAV Stadtwerke Tübingen)     | 2,09     |
| 8     | Mateusz Przybylko (TSV Bayer 04 Leverkusen) | 2,09     |

Datum: 27. Juli

### Stabhochsprung
| Platz | Athlet, Verein                               | Höhe (m) |
| ----- | -------------------------------------------- | -------- |
| 1     | Tobias Scherbarth (TSV Bayer 04 Leverkusen)  | 5,60     |
| 2     | Marvin Caspari (TSV Bayer 04 Leverkusen)     | 5,40     |
| 3     | Daniel Clemens (LAZ Zweibrücken)             | 5,30     |
| 3     | Tom Konrad (TSV Bayer 04 Leverkusen)         | 5,30     |
| 5     | Stephan Munz (LG Filstal)                    | 5,30     |
| 6     | Florian Gaul (VfL Sindelfingen)              | 5,30     |
| 7     | Michel Frauen (TSV Bayer 04 Leverkusen)      | 5,10     |
| 8     | Daniel Spiegelhoff (TSV Bayer 04 Leverkusen) | 5,10     |

Datum: 27. Juli

### Weitsprung
| Platz | Athlet, Verein                               | Weite (m) |
| ----- | -------------------------------------------- | --------- |
| 1     | Markus Rehm (TSV Bayer 04 Leverkusen)        | 8,24      |
| 2     | Christian Reif (LC Rehlingen)                | 8,20      |
| 3     | Julian Howard (LG Region Karlsruhe)          | 7,90      |
| 4     | Jan Uder (SV Schlau.com Saar 05 Saarbrücken) | 7,79      |
| 5     | Sebastian Bayer (Hamburger SV)               | 7,62      |
| 6     | Marcel Kirstges (LG Rhein-Wied)              | 7,59      |
| 7     | Florian Oswald (TSG 1862 Weinheim)           | 7,58      |
| 8     | Stephan Hartmann (LG Nord Berlin)            | 7,54      |

Datum: 26. Juli
Eine lang anhaltende Diskussion gab es zunächst über die Teilnahme des behinderten Sportlers Markus Rehm und anschließend über die Anerkennung seines Resultats. Sein Titel als Deutscher Meister wurde ihm schließlich zuerkannt. Allerdings ist die Lage gerade auch im Zusammenhang mit dem Bestreben nach Inklusion von Menschen mit Behinderungen weiterhin umstritten, weil nicht geklärt ist, inwieweit er eine so starke Unterstützung über seine Beinprothese mit Federwirkung erhält, dass er gegenüber anderen Sportlern sogar einen Vorteil hat. Markus Rehm selber führt allerdings ins Feld, dass dieser vermeintliche Vorteil durch andere Aspekte seiner Behinderung mehr als wieder eingeschränkt werde. Er darf weiter in allgemeinen Wettkämpfen starten, wird jedoch in Zukunft getrennt von Sportlern ohne Behinderung gewertet.

### Dreisprung
| Platz | Athlet, Verein                              | Weite (m) |
| ----- | ------------------------------------------- | --------- |
| 1     | Manuel Ziegler (LG Telis Finanz Regensburg) | 16,54     |
| 2     | Martin Jasper (LC Rehlingen)                | 16,37     |
| 3     | Martin Seiler (ABC Ludwigshafen)            | 16,32     |
| 4     | Andreas Pohle (ASV Erfurt)                  | 16,27     |
| 5     | Max Pietza (SC Potsdam)                     | 15,81     |
| 6     | Marcel Kornhardt (ASV Erfurt)               | 15,58     |
| 7     | Felix Wenzel (SC Potsdam)                   | 15,53     |
| 8     | Matthias Uhrig (VfL Sindelfingen)           | 15,51     |

Datum: 26. Juli

### Kugelstoßen
| Platz | Athlet, Verein                                | Weite (m) |
| ----- | --------------------------------------------- | --------- |
| 1     | David Storl (LAC Erdgas Chemnitz)             | 21,87     |
| 2     | Christian Jagusch (SC Neubrandenburg)         | 19,73     |
| 3     | Tobias Dahm (VfL Sindelfingen)                | 19,62     |
| 4     | Hendrik Müller (LAC Erdgas Chemnitz)          | 18,99     |
| 5     | Bodo Göder (SR Yburg Steinbach)               | 18,77     |
| 6     | Robert Dippl (LAC Quelle Fürth)               | 18,76     |
| 7     | Jan Josef Jeuschede (TSV Bayer 04 Leverkusen) | 18,70     |
| 8     | Dennis Lewke (SC Neubrandenburg)              | 18,48     |

Datum: 25. Juli

### Diskuswurf
| Platz | Athlet, Verein                             | Weite (m) |
| ----- | ------------------------------------------ | --------- |
| 1     | Robert Harting (SCC Berlin)                | 66,67     |
| 2     | Martin Wierig (SC Magdeburg)               | 64,94     |
| 3     | Daniel Jasinski (TV Wattenscheid 01)       | 63,66     |
| 4     | David Wrobel (SC Magdeburg)                | 62,72     |
| 5     | Markus Münch (SC Potsdam)                  | 61,09     |
| 6     | Christoph Harting (SCC Berlin)             | 60,79     |
| 7     | Gordon Wolf (SCC Berlin)                   | 59,91     |
| 8     | Benedikt Stienen (TSV Bayer 04 Leverkusen) | 55,64     |

Datum: 27. Juli

### Hammerwurf
| Platz | Athlet, Verein                           | Weite (m) |
| ----- | ---------------------------------------- | --------- |
| 1     | Markus Esser (TSV Bayer 04 Leverkusen)   | 75,18     |
| 2     | Alexander Ziegler (LG Staufen)           | 75,15     |
| 3     | Sven Möhsner (TSV Bayer 04 Leverkusen)   | 71,54     |
| 4     | Garland Porter (LG Eintracht Frankfurt)  | 70,32     |
| 5     | Andreas Sahner (LC Rehlingen)            | 68,31     |
| 6     | Johannes Bichler (LG Stadtwerke München) | 67,74     |
| 7     | Paul Hützen (TSV Bayer 04 Leverkusen)    | 67,15     |
| 8     | Tristan Schwandke (TV Hindelang)         | 66,93     |

Datum: 27. Juli

### Speerwurf
| Platz | Athlet, Verein                            | Weite (m) |
| ----- | ----------------------------------------- | --------- |
| 1     | Thomas Röhler (LC Jena)                   | 84,28     |
| 2     | Julian Weber (USC Mainz)                  | 80,72     |
| 3     | Andreas Hofmann (MTG Mannheim)            | 79,35     |
| 4     | David Golling (LC Cottbus)                | 78,32     |
| 5     | Johannes Vetter (Dresdner SC)             | 75,56     |
| 6     | Bernhard Seifert (LC Jena)                | 75,30     |
| 7     | Patrick Walecki (TSV Bayer 04 Leverkusen) | 71,70     |
| 8     | Christian Busch (LG Altmark)              | 68,91     |

Datum: 26. Juli

### Zehnkampf
| Platz | Athlet, Verein                        | Leistung (Pkte) |
| ----- | ------------------------------------- | --------------- |
| 1     | René Stauß (LAV Stadtwerke Tübingen)  | 7735            |
| 2     | Felix Hepperle (LG Neckar-Enz)        | 7612            |
| 3     | Mathias Brugger (SSV Ulm 1846)        | 7464            |
| 4     | Nils Merten (LAV Stadtwerke Tübingen) | 7190            |
| 5     | Andreas Niedenbrück (USC Mainz)       | 7180            |
| 6     | Matthias Prey (SC Rönnau)             | 6970            |
| 7     | Christoph Lange (Treuener LV)         | 6932            |
| 8     | Arthur Kleiber (SC Rönnau)            | 6786            |

Datum: 23./24. August
fand in Vaterstetten statt

### Zehnkampf, Mannschaftswertung
| Platz | Verein, Besetzung                                                              | Leistung (Pkte) |
| ----- | ------------------------------------------------------------------------------ | --------------- |
| 1     | SC Rönnau 74 (Nils Max, Matthias Prey, Arthur Kleiber)                         | 20.856          |
| 2     | LC Paderborn (Andre Karasch, Marvin Gregor, Christian Herrmann)                | 20.427          |
| 3     | TSV Bayer 04 Leverkusen (Alexander Everts, Hendrik Essers, Lars Niklas Heinke) | 19.622          |
| 4     | LG Leinfelden-Echterdingen (Tobias Kaiser, Yannick Brümmer, Dominik Comi)      | 17.908          |

Datum: 23./24. August
fand in Vaterstetten statt

### Crosslauf, Mittelstrecke –4,36 km
| Platz | Athlet, Verein                              | Zeit (min) |
| ----- | ------------------------------------------- | ---------- |
| 1     | Florian Orth (LG Telis Finanz Regensburg)   | 13:03      |
| 2     | Timo Benitz (LG farbtex Nordschwarzwald)    | 13:04      |
| 3     | Carsten Schlangen (LG Nord Berlin)          | 13:05      |
| 4     | Rico Schwarz (ASV Erfurt)                   | 13:07      |
| 5     | Benedikt Karus (LG farbtex Nordschwarzwald) | 13:11      |
| 6     | Marco Kern (LG farbtex Nordschwarzwald)     | 13:12      |
| 7     | Fynn Schwiegelshohn (LG Olympia Dortmund)   | 13:14      |
| 8     | Tobias Gröbl (LG Zusam)                     | 13:25      |

Datum: 8. März
fand in Löningen statt

### Crosslauf, Mittelstrecke –4,36 km, Mannschaftswertung
| Platz | Verein, Besetzung                                                              | Platzziffer |
| ----- | ------------------------------------------------------------------------------ | ----------- |
| 1     | LG farbtex Nordschwarzwald (Timo Benitz, Benedikt Karus, Marco Kern)           | 013         |
| 2     | LG Telis Finanz Regensburg (Florian Orth, Felix Plinke, Christophe Chayriguet) | 024         |
| 3     | TV Wattenscheid 01 (Christoph Lohse, Alexander Ide, Jonas Beverungen)          | 040         |
| 4     | LG Olympia Dortmund (Fynn Schwiegelshohn, Michael Wilms, Frank Meier)          | 041         |
| 5     | LC Eschenburg (Jan Mattis Kuhn, Felix Thum, Stefan Thum)                       | 109         |
| 6     | LSC Höchstadt/Aisch (Tobias Budde, Zacharias Wedel, Florian Lang)              | 119         |
| 7     | Hamburger SV (Joris Brandt, Lennart Jordan, Mathias Jarck)                     | 122         |
| 8     | LG Lahn-Aar-Esterau (Julian Pfeiffer, Marek Spriestersbach, Björn Schräder)    | 124         |

Datum: 8. März
fand in Löningen statt

### Crosslauf, Langstrecke –10,28 km
| Platz | Athlet, Verein                                 | Zeit (min) |
| ----- | ---------------------------------------------- | ---------- |
| 1     | Richard Ringer (VfB LC Friedrichshafen)        | 31:50      |
| 2     | Steffen Uliczka (SG TSV Kronshagen/Kieler TB)  | 32:12      |
| 3     | Fabian Clarkson (SC Brandenburg Berlin)        | 32:35      |
| 4     | Manuel Stöckert (SC Ostheim/Rhön)              | 32:51      |
| 5     | Tim-Arne Sidenstein (SG Wenden)                | 33:00      |
| 6     | Julian Flügel (LG Telis Finanz Regensburg)     | 33:02      |
| 7     | Joseph Katib (TSG 08 Roth)                     | 33:05      |
| 8     | Markus Weiß-Latzko (Sport-Team Rechberghausen) | 33:07      |

Datum: 8. März
fand in Löningen statt

### Crosslauf, Langstrecke –10,28 km, Mannschaftswertung
| Platz | Verein, Besetzung                                                                       | Platzziffer |
| ----- | --------------------------------------------------------------------------------------- | ----------- |
| 1     | SG Wenden I (Tim-Arne Sidenstein, Alexander Henne, Sven Daub)                           | 40          |
| 2     | VfB LC Friedrichshafen (Richard Ringer, Jens Ziganke, Tim Bibow)                        | 49          |
| 3     | LG Braunschweig (Karsten Meier, Viktor Kuk, Florian Pehrs)                              | 53          |
| 4     | PSV Grün-Weiß Kassel (Jens Nerkamp, Ybekal Daniel Berye (Äthiopien), Thomas Schönemann) | 53          |
| 5     | LAV Stadtwerke Tübingen (Michael Schramm, Lorenz Baum, Christoph Dreser)                | 61          |
| 6     | TV Refrath (Daniel Schmidt, Andreas Winterholler, Simon Dahl)                           | 69          |
| 7     | SG Wenden II (Stefan Groß, Christian Biele, Nils Schäfer)                               | 85          |
| 8     | SC Brandenburg Berlin (Fabian Clarkson, Faron Hesse, Jost-Lennart Heese)                | 98          |

Datum: 8. März
fand in Löningen statt

### Berglauf–8,9 km
| Platz | Athlet, Verein                          | Zeit (min) |
| ----- | --------------------------------------- | ---------- |
| 1     | Stefan Hubert (SV Sömmerda)             | 45:02,5    |
| 2     | John Mooney (Post-Telekom-SV Rosenheim) | 45:21,4    |
| 3     | Jonas Lehmann (TuS Heltersberg)         | 45:58,8    |
| 4     | Timo Zeiler (LG Brandenkopf)            | 46:58,5    |
| 5     | Benedikt Hoffmann (TSG 1845 Heilbronn)  | 46:53,0    |
| 6     | Fabian Lutz (LG Region Karlsruhe)       | 47:04,0    |
| 7     | Maximilian Zeus (DJK Weiden)            | 47:19,5    |
| 8     | Matthias Hecktor (TuS Heltersberg)      | 47:40,6    |

Datum: 28. September
Hochfellnberglauf in Bergen (Chiemgau)

## Meisterschaftsresultate Frauen

### 100 m
| Platz | Athletin, Verein                          | Zeit (s) |
| ----- | ----------------------------------------- | -------- |
| 1     | Tatjana Pinto (LG Brillux Münster)        | 11,20    |
| 2     | Verena Sailer (MTG Mannheim)              | 11,23    |
| 3     | Rebekka Haase (LV 90 Thum)                | 11,43    |
| 4     | Josefina Elsler (LC Paderborn)            | 11,48    |
| 5     | Yasmin Kwadwo (MTG Mannheim)              | 11,62    |
| 6     | Anne Christina Haack (TV Wattenscheid 01) | 11,71    |
| 7     | Leena Günther (LT DSHS Köln)              | 11,85    |
| 8     | Carlotta Buckel (ABC Ludwigshafen)        | 12,04    |

Datum: 26. Juli
Wind: ±0,0 m/s

### 200 m
| Platz | Athletin, Verein                          | Zeit (s) |
| ----- | ----------------------------------------- | -------- |
| 1     | Rebekka Haase (LV 90 Erzgebirge)          | 23,24    |
| 2     | Nadine Gonska (MTG Mannheim)              | 23,27    |
| 3     | Inna Weit (LC Paderborn)                  | 23,55    |
| 4     | Josefina Elsler (LC Paderborn)            | 23,58    |
| 5     | Friederike Möhlenkamp (LT DSHS Köln)      | 23,87    |
| 6     | Anne Christina Haack (TV Wattenscheid 01) | 23,95    |
| 7     | Sabrina Häfele (VfB Stuttgart)            | 23,97    |
| 8     | Ina Thimm (LC Paderborn)                  | 24,34    |

Datum: 27. Juli
Wind: −0,1 m/s

### 400 m
| Platz | Athletin, Verein                          | Zeit (s) |
| ----- | ----------------------------------------- | -------- |
| 1     | Esther Cremer (TV Wattenscheid 01)        | 52,56    |
| 2     | Ruth Sophia Spelmeyer (VfL Oldenburg)     | 52,95    |
| 3     | Lena Schmidt (LT DSHS Köln)               | 53,24    |
| 4     | Lara Hoffmann (LT DSHS Köln)              | 53,68    |
| 5     | Maral Feizbakhsh (TV Wattenscheid 01)     | 53,75    |
| 6     | Julia Förster (TSV Bayer 04 Leverkusen)   | 54,06    |
| 7     | Janin Lindenberg (SC Magdeburg)           | 55,03    |
| 8     | Julia Schaefers (TSV Bayer 04 Leverkusen) | 55,10    |

Datum: 27. Juli

### 800 m
| Platz | Athletin, Verein                         | Zeit (min) |
| ----- | ---------------------------------------- | ---------- |
| 1     | Christina Hering (LG Stadtwerke München) | 2:01,45    |
| 2     | Carolin Walter (TSV Bayer 04 Leverkusen) | 2:03,11    |
| 3     | Thea Heim (LG Telis Finanz Regensburg)   | 2:03,50    |
| 4     | Kerstin Marxen (TSV Gomaringen)          | 2:04,46    |
| 5     | Anne Kesselring (LAC Quelle Fürth)       | 2:04,77    |
| 6     | Sonja Mosler (TV Herkenrath)             | 2:05,00    |
| 7     | Stella Kubasch (Ratzeburger SV)          | 2:05,75    |
| 8     | Christina Zwirner (TV Wattenscheid 01)   | 2:06,74    |

Datum: 27. Juli

### 1500 m
| Platz | Athletin, Verein                               | Zeit (min) |
| ----- | ---------------------------------------------- | ---------- |
| 1     | Maren Kock (LG Telis Finanz Regensburg)        | 4:20,85    |
| 2     | Diana Sujew (Lauf Team Haspa Marathon Hamburg) | 4:22,38    |
| 3     | Denise Krebs (TV Wattenscheid 01)              | 4:23,35    |
| 4     | Agata Strausa (LAC Quelle Fürth)               | 4:23,67    |
| 5     | Hanna Klein (LG Limes-Rems)                    | 4:23,93    |
| 6     | Lena Klaassen (TSV Bayer 04 Leverkusen)        | 4:24,49    |
| 7     | Elina Sujew (Lauf Team Haspa Marathon Hamburg) | 4:24,66    |
| 8     | Astrid Hartenstein (LV Gera)                   | 4:27,05    |

Datum: 27. Juli

### 5000 m
| Platz | Athletin, Verein                           | Zeit (min) |
| ----- | ------------------------------------------ | ---------- |
| 1     | Sabrina Mockenhaupt (LG Sieg)              | 15:49,63   |
| 2     | Isabell-Sophie Teegen (SC Rönnau)          | 16:21,91   |
| 3     | Elena Burkard (LG farbtex Nordschwarzwald) | 16:28,89   |
| 4     | Annika Gomell (USC Bochum)                 | 16:38,31   |
| 5     | Annika Frank (LAV Stadtwerke Tübingen)     | 16:41,79   |
| 6     | Fabienne Amrhein (MTG Mannheim)            | 16:45,71   |
| 7     | Steffi Volke (LG Telis Finanz Regensburg)  | 16:46,96   |
| 8     | Regina Högl (LG Region Landshut)           | 16:47,24   |

Datum: 26. Juli

### 10.000 m
| Platz | Athletin, Verein                             | Zeit (min) |
| ----- | -------------------------------------------- | ---------- |
| 1     | Corinna Harrer (LG Telis Finanz Regensburg)  | 32:27,75   |
| 2     | Sabrina Mockenhaupt (LG Sieg)                | 32:29,26   |
| 3     | Maren Kock (LG Telis Finanz Regensburg)      | 33:14,32   |
| 4     | Steffi Volke (LG Telis Finanz Regensburg)    | 34:20,17   |
| 5     | Thea Heim (LG Telis Finanz Regensburg)       | 34:53,00   |
| 6     | Mareike Bechtloff (ASV Erfurt)               | 34:53,06   |
| 7     | Melina Tränkle (LG Region Karlsruhe)         | 35:04,23   |
| 8     | Julia Galuschka (LG Telis Finanz Regensburg) | 35:20,54   |

Datum: 4. Mai
fand in Aichach statt

### 10-km-Straßenlauf
| Platz | Athletin, Verein                            | Zeit (min) |
| ----- | ------------------------------------------- | ---------- |
| 1     | Sabrina Mockenhaupt (LG Sieg)               | 34:12      |
| 2     | Simret Restle-Apel (PSV Grün-Weiß Kassel)   | 34:25      |
| 3     | Jana Sussmann (LT Haspa Marathon Hamburg)   | 34:43      |
| 3     | Isabell-Sophie Teegen (SC Rönnau)           | 34:43      |
| 5     | Mona Stockhecke (LT Haspa Marathon Hamburg) | 34:51      |
| 6     | Nina Kramer (LG Stadtwerke Hilden)          | 34:52      |
| 7     | Anja Schneider (PSV Grün-Weiß Kassel)       | 34:54      |
| 8     | Steffi Volke (LG Telis Finanz Regensburg)   | 35:09      |

Datum: 7. September
fand in Düsseldorf statt

### 10-km-Straßenlauf, Mannschaftswertung
| Platz | Verein, Besetzung                                                                     | Zeit (h) |
| ----- | ------------------------------------------------------------------------------------- | -------- |
| 1     | PSV Grün-Weiß Kassel (Simret Restle-Apel, Anja Schneider, Silke Optekamp)             | 1:45:56  |
| 2     | LG Telis Finanz Regensburg I (Steffi Volke, Franziska Reng, Maren Kock)               | 1:46:09  |
| 3     | LT Haspa Marathon Hamburg (Jana Sussmann, Mona Stockhecke, Johanna Schulz)            | 1:47:54  |
| 4     | LG Telis Finanz Regensburg II (Julia Galuschka, Anna-Katharina Plinke, Monika Rausch) | 1:50:07  |
| 5     | SC Rönnau (Isabell-Sophie Teegen, Maya Rehberg, Nadja Willenborg)                     | 1:50:25  |
| 6     | LG Stadtwerke München (Perrin Claire, Julia Scholz, Yvonne Kleiner)                   | 1:52:50  |
| 7     | LG Region Karlsruhe (Melina Tränkle, Lena Knirsch, Sarah Hettich)                     | 1:53:51  |
| 8     | TuS Deuz (Tina Schneider, Nina Caprice Giehl, Rebekka Otterbach)                      | 1:54:30  |

Datum: 7. September
fand in Düsseldorf statt

### Halbmarathon
| Platz | Athletin, Verein                                 | Zeit (h) |
| ----- | ------------------------------------------------ | -------- |
| 1     | Susanne Hahn (SV Schlau.com Saar 05 Saarbrücken) | 1:14:26  |
| 2     | Katharina Heinig (LG Eintracht Frankfurt)        | 1:14:32  |
| 3     | Veronica Pohl (TSG 1845 Heilbronn)               | 1:14:50  |
| 4     | Nina Stöcker (LG Eintracht Frankfurt)            | 1:15:24  |
| 5     | Melina Tränkle (LG Region Karlsruhe)             | 1:15:32  |
| 6     | Steffi Volke (LG Telis Finanz Regensburg)        | 1:16:03  |
| 7     | Svenja Abel (LC Rothaus)                         | 1:16:22  |
| 8     | Tinka Uphoff (Spiridon Frankfurt)                | 1:16:56  |

Datum: 6. April
fand in Freiburg statt

### Halbmarathon, Mannschaftswertung
| Platz | Verein, Besetzung                                                                            | Zeit (h) |
| ----- | -------------------------------------------------------------------------------------------- | -------- |
| 1     | LG Eintracht Frankfurt (Katharina Heinig, Nina Stöcker, Lisa Jäsert)                         | 3:51:10  |
| 2     | LG Telis Finanz Regensburg I (Steffi Volke, Julia Galuschka, Monika Heiß)                    | 3:51:33  |
| 3     | TSG 1845 Heilbronn (Veronica Pohl, Anna Prieske, Jennifer Durst)                             | 4:04:34  |
| 4     | LG Telis Finanz Regensburg II (Anna-Katharina Plinke, Dr. Felicitas Mensing, Juliane Straub) | 4:04:42  |
| 5     | PSV Grün-Weiß Kassel (Anja Schneider, Stefanie Rexhäuser, Anna Reuter)                       | 4:04:54  |
| 6     | TuS Deuz (Tina Schneider, Dr. Nina Caprice Giehl, Rebekka Otterbach)                         | 4:05:24  |
| 7     | Spiridon Frankfurt (Tinka Uphoff, Birgitt Bohn, Karin Schenk)                                | 4:06:53  |
| 8     | SG Wenden (Sandra Klein, Christl Dörschel, Steffi Bröcher)                                   | 4:08:06  |

Datum: 6. April
fand in Freiburg statt

### Marathon
| Platz | Athletin, Verein                             | Zeit (h) |
| ----- | -------------------------------------------- | -------- |
| 1     | Steffi Volke (LG Telis Finanz Regensburg)    | 2:44:37  |
| 2     | Monika Heiß (LG Telis Finanz Regensburg)     | 2:48:12  |
| 3     | Sandra Klein (SG Wenden)                     | 2:49:05  |
| 4     | Tinka Uphoff (Spiridon Frankfurt)            | 2:50:32  |
| 5     | Silke Optekamp (PSV Grün-Weiß Kassel)        | 2:52:31  |
| 6     | Anja Maurer (TF Feuerbach)                   | 2:53:52  |
| 7     | Julia Galuschka (LG Telis Finanz Regensburg) | 2:54:11  |
| 8     | Katharina Josenhans (Hamburger SV)           | 2:54:38  |

Datum: 12. Oktober
fand im Rahmen des München-Marathons statt

### Marathon, Mannschaftswertung
| Platz | Verein, Besetzung                                                       | Zeit (h) |
| ----- | ----------------------------------------------------------------------- | -------- |
| 1     | LG Telis Finanz Regensburg (Steffi Volke, Monika Heiß, Julia Galuschka) | 08:27:00 |
| 2     | Spiridon Frankfurt (Tinka Uphoff, Birgitt Bohn, Anke Holljesiefken)     | 08:45:16 |
| 3     | SG Wenden (Sandra Klein, Mara Lückert, Stefanie Bröcher)                | 09:06:21 |
| 4     | TF Feuerbach (Anja Maurer, Stephanie Mosler, Martina Wenger)            | 09:06:44 |
| 5     | PSV Grün-Weiß Kassel (Silke Optekamp, Jutta Siefert, Irina Resch)       | 09:21:27 |
| 6     | LG Stadtwerke München (Julia Scholz, Anita Hörmann, Jessica Lewerenz)   | 09:24:00 |
| 7     | TG Viktoria Augsburg (Inga Manneck, Andrea Dammann, Heidi Küppers)      | 10:00:04 |
| 8     | TV Geiselhöring (Irmgard Leibl, Silvia Seidl, Karin Kalusok)            | 10:36:26 |

Datum: 12. Oktober
fand im Rahmen des München-Marathons statt

### 100-km-Straßenlauf
| Platz | Athletin, Verein                           | Zeit (h) |
| ----- | ------------------------------------------ | -------- |
| 1     | Pamela Veith (TSV Kusterdingen)            | 8:15:09  |
| 2     | Barbara Mallmann (Laufarena Allgäu)        | 8:32:28  |
| 3     | Simone Stöppler (SCC Hanau-Rodenbach)      | 8:55:31  |
| 4     | Sigrid Hoffmann (LG Westerwald)            | 8:59:02  |
| 5     | Gabriele Kenkenberg (LC Olympia Wiesbaden) | 9:09:57  |
| 6     | Anita Huber (SuS Olfen)                    | 9:46:13  |
| 7     | Inge Brandts (MTV Leck)                    | 10:15:41 |
| 8     | Birgit Goos (Borener SV)                   | 11:34:06 |

Datum: 10. Mai
fand in Husum statt

### 100 m Hürden
| Platz | Athletin, Verein                         | Zeit (s) |
| ----- | ---------------------------------------- | -------- |
| 1     | Nadine Hildebrand (VfL Sindelfingen)     | 12,71    |
| 2     | Cindy Roleder (LAZ Leipzig)              | 12,80    |
| 3     | Franziska Hofmann (LAC Erdgas Chemnitz)  | 12,87    |
| 4     | Pamela Dutkiewicz (TV Wattenscheid 01)   | 12,95    |
| 5     | Sabrina Lindenmayer (VfL Sindelfingen)   | 13,27    |
| 6     | Carolin Schäfer (LG Eintracht Frankfurt) | 13,33    |
| 7     | Eva Strogies (TV Wattenscheid 01)        | 13,54    |
| 8     | Monika Zapalska (ART Düsseldorf)         | 13,63    |

Datum: 26. Juli
Wind: +2,0 m/s
Bei gerade noch zulässigem Rückenwind gab es ein sehr gutes Ergebnis im 100-Meter-Hürdenlauf mit vier Läuferinnen unter 13 Sekunden und ausgezeichneten Zeiten vor allem für Nadine Hildebrand und Cindy Roleder, die spätere EM-Dritte von 2014 und WM-Zweite von 2015.

### 400 m Hürden
| Platz | Athletin, Verein                                   | Zeit (s) |
| ----- | -------------------------------------------------- | -------- |
| 1     | Christiane Klopsch (LG OVAG Friedberg-Fauerbach)   | 56,13    |
| 2     | Claudia Wehrsen (TSV Bayer 04 Leverkusen)          | 57,20    |
| 3     | Christine Salterberg (TuS Köln rrh. 1874)          | 57,55    |
| 4     | Anna Raukuc (Leichtathletik-Gemeinschaft Hannover) | 57,69    |
| 5     | Kim Carina Schmidt (LT DSHS Köln)                  | 58,76    |
| 6     | Tamara Seer (VfL Sindelfingen)                     | 58,85    |
| 7     | Judith Stadelbacher (LG Offenburg)                 | 59,06    |
| 8     | Karolina Pahlitzsch (SV Preußen Berlin)            | 59,13    |

Datum: 27. Juli

### 3000 m Hindernis
| Platz | Athletin, Verein                                  | Zeit (min) |
| ----- | ------------------------------------------------- | ---------- |
| 1     | Antje Möldner-Schmidt (LC Cottbus)                | 9:39,09    |
| 2     | Gesa Felicitas Krause (LG Eintracht Frankfurt)    | 9:39,16    |
| 3     | Jana Sussmann (LT Haspa Marathon Hamburg)         | 9:47,70    |
| 4     | Sanaa Koubaa (LG Stadtwerke Hilden)               | 9:53,85    |
| 5     | Maya Rehberg (SC Rönnau)                          | 10:14,05   |
| 6     | Cornelia Griesche (MTV Ingolstadt)                | 10:14,88   |
| 7     | Johanna Schulz (Lauf Team Haspa Marathon Hamburg) | 10:38,59   |
| 8     | Lisa Ziegler (TV Bühl)                            | 10:42,43   |

Datum: 27. Juli

### 4 × 100 m Staffel
| Platz | Verein, Besetzung                                                                        | Zeit (s) |
| ----- | ---------------------------------------------------------------------------------------- | -------- |
| 1     | MTG Mannheim (Lisa Münzer, Carina Frey, Nadine Gonska, Verena Sailer)                    | 43,90    |
| 2     | LT DSHS Köln (Tanja Heitgen, Leena Günther, Friederike Möhlenkamp, Linda Krevert)        | 44,92    |
| 3     | VfL Sindelfingen (Sabrina Lindenmayer, Ida Mayer, Tamara Seer, Eva Baur)                 | 45,13    |
| 4     | SV Werder Bremen (Constanze Hungar, Sandra Dinkeldein, Rahel Rüdel, Svea Kittner)        | 46,19    |
| 5     | LG Weserbergland (Nina Giebel, Julia Röttinger, Johanna Lohmann, Isabell Garling)        | 46,40    |
| 6     | LAC Quelle Fürth (Sinéad Ebert, Verena Hirschmann, Regina Straub, Amelie-Sophie Lederer) | 46,62    |
| 7     | StG Kreis Limburg Weilburg (Kyra Seyffert, Lea Seyffert, Hannah Becker, Debora Vogt)     | 47,25    |
| 8     | TSV Rottweil (Ellen Auch, Franziska Wachtel, Natalie Keil, Vera Schuldis)                | 47,44    |

Datum: 27. Juli

### 4 × 400 m Staffel
| Platz | Verein, Besetzung                                                                               | Zeit (min) |
| ----- | ----------------------------------------------------------------------------------------------- | ---------- |
| 1     | TSV Bayer 04 Leverkusen I (Frederike Hogrebe, Julia Förster, Claudia Wehrsen, Carolin Walter)   | 3:35,54    |
| 2     | TV Wattenscheid 01 (Maral Feizbakhsh, Christina Zwirner, Meike Schachtschneider, Esther Cremer) | 3:36,30    |
| 3     | LT DSHS Köln (Kim Carina Schmidt, Lara Hoffmann, Katrin Schmidt, Lena Schmidt)                  | 3:38,23    |
| 4     | LAC Quelle Fürth (Regina Straub, Stefanie Müller, Agata Strausa, Anne Kesselring)               | 3:48,78    |
| 5     | TSV Bayer 04 Leverkusen II (Julia Schaefers, Lena Menzel, Debora Diawuoh, Rebekka Ackers)       | 3:48,79    |
| 6     | LG Olympia Dortmund (Marsha Dunkel, Meike Holtkamp, Sina Babenhauserheide, Janina Balke)        | 3:52,65    |
| 7     | LG Weserbergland (Julia Röttinger, Sophie Zielonka, Isabell Hartmann, Isabell Garling)          | 3:53,75    |

Datum: 27. Juli

### 3 × 800 m Staffel
| Platz | Verein, Besetzung                                                              | Zeit (min) |
| ----- | ------------------------------------------------------------------------------ | ---------- |
| 1     | TSV Bayer 04 Leverkusen I (Laura Vierbaum, Lena Klaassen, Carolin Walter)      | 6:24,09    |
| 2     | TV Wattenscheid 01 (Janine Lins, Christina Zwirner, Denise Krebs)              | 6:24,59    |
| 3     | LG Stadtwerke München (Christine Gess, Karoline Pilawa, Christina Hering)      | 6:29,07    |
| 4     | StG Garrel-Molbergen-Emden (Carlotta Meyer-Ranke, Pia Nikoleit, Tabea Themann) | 6:31,99    |
| 5     | TSV Bayer 04 Leverkusen II (Lena Menzel, Frederike Hogrebe, Rebekka Ackers)    | 6:37,77    |
| 6     | LAC Quelle Fürth (Jannika John, Stefanie Müller, Anne Kesselring)              | 6:39,73    |
| 7     | OTB Osnabrück (Siri Kreie, Jana Palmowski, Alina Koop)                         | 6:54,56    |
| 8     | LG Limes-Rems (Gina Daubenfeld, Tamara Eichenbrenner, Hanna Klein)             | 6:45,89    |

Datum: 10. August
fand in Bochum-Wattenscheid im Rahmen der Deutschen Jugendmeisterschaften statt

### 5000-m-Bahngehen
| Platz | Athletin, Verein                            | Zeit (min) |
| ----- | ------------------------------------------- | ---------- |
| 1     | Bianca Maria Dittrich (LG Merseburg)        | 23:57,78   |
| 2     | Bianca Schenker (LG Vogtland)               | 24:06,62   |
| 3     | Lea Dederichs (ART Düsseldorf)              | 24:10,86   |
| 4     | Maxi Woelke (SC Potsdam)                    | 24:45,95   |
| 5     | Brit Schröter (LG Vogtland)                 | 24:56,12   |
| 6     | Annika Brembach (SC Potsdam)                | 25:26,10   |
| 7     | Franziska Glandorf (DJK Arminia Ibbenbüren) | 25:42,19   |
| 8     | Nicole Hörl (Diezer TSK Oranien)            | 26:11,35   |

Datum: 21. Juni
fand in Bühlertal statt
Dargestellt ist hier nur die Durchlaufwertung, aus der die Ergebnisse der Deutschen Meisterschaft nicht deutlich hervorgehen, denn in der Wertung der Frauen sind nur zwei Athletinnen (Bianca Schenker und Brit Schröter) gestartet. 

### 20-km-Gehen
| Platz | Athletin, Verein                            | Zeit (h) |
| ----- | ------------------------------------------- | -------- |
| 1     | Bianca Schenker (LG Vogtland)               | 1:43:39  |
| 2     | Bianca Maria Dittrich (LG Merseburg)        | 1:44:28  |
| 3     | Laura Schröter (LG Vogtland)                | 1:47:32  |
| 4     | Elena Shipilova (SCC Berlin)                | 1:47:50  |
| 5     | Brit Schröter (LG Vogtland)                 | 1:48:59  |
| 6     | Franziska Glandorf (DJK Arminia Ibbenbüren) | 1:50:47  |
| 7     | Nicole Hörl (Diezer TSK Oranien)            | 1:58:24  |
| 8     | Franziska Spanner (SpVgg Niederaichbach)    | 2:04:25  |

Datum: 18. Mai
fand in Naumburg statt

### 20-km-Gehen, Mannschaftswertung
| Platz | Verein, Besetzung                                               | Zeit (h) |
| ----- | --------------------------------------------------------------- | -------- |
| 1     | LG Vogtland (Bianca Schenker, Laura Schröter, Brit Schröter)    | 5:20:10  |
| 2     | TV Biberach (Sylvia Wälde, Marita Echle, Lisa Wälde)            | 6:41:47  |
| 3     | TV Groß-Gerau (Brigitte Patrzalek, Monika Müller, Ursula Klink) | 6:58:57  |

Datum:18. Mai
fand in Naumburg statt
nur 3 Mannschaften in der Wertung

### Hochsprung
| Platz | Athletin, Verein                                     | Höhe (m) |
| ----- | ---------------------------------------------------- | -------- |
| 1     | Marie-Laurence Jungfleisch (LAV Stadtwerke Tübingen) | 1,90     |
| 2     | Alexandra Plaza (LT DSHS Köln)                       | 1,87     |
| 3     | Katarina Mögenburg (TSV Bayer 04 Leverkusen)         | 1,84     |
| 4     | Melanie Melfort, geb. Skotnik (TSG 1862 Weinheim)    | 1,80     |
| 5     | Imke Onnen (Leichtathletik-Gemeinschaft Hannover)    | 1,80     |
| 6     | Julia Straub (TSV Bayer 04 Leverkusen)               | 1,75     |
| 7     | Jossie Graumann (LG Nord Berlin)                     | 1,70     |

Datum: 26. Juli
nur 7 Teilnehmerinnen

### Stabhochsprung
| Platz | Athletin, Verein                               | Höhe (m) |
| ----- | ---------------------------------------------- | -------- |
| 1     | Lisa Ryzih (ABC Ludwigshafen)                  | 4,50     |
| 2     | Carolin Hingst (TG Nieder-Ingelheim)           | 4,40     |
| 3     | Martina Schultze (VfL Sindelfingen)            | 4,30     |
| 4     | Anna Felzmann (LAZ Zweibrücken)                | 4,30     |
| 5     | Annika Roloff (MTV 49 Holzminden)              | 4,20     |
| 6     | Desiree Singh (LG Lippe-Süd)                   | 4,20     |
| 7     | Sabrina Hochreuther (MTG Mannheim)             | 4,10     |
| 8     | Lilian Schnitzerling (TSV Bayer 04 Leverkusen) | 4,10     |

Datum: 26. Juli

### Weitsprung
| Platz | Athletin, Verein                         | Weite (m) |
| ----- | ---------------------------------------- | --------- |
| 1     | Melanie Bauschke (LAC Olympia 88 Berlin) | 6,66      |
| 2     | Sosthene Moguenara (TV Wattenscheid 01)  | 6,66      |
| 3     | Malaika Mihambo (LG Kurpfalz)            | 6,60      |
| 4     | Nadja Käther (Hamburger SV)              | 6,56      |
| 5     | Michelle Weitzel (SWC Regensburg)        | 6,43      |
| 6     | Lena Malkus (SC Preußen Münster)         | 6,40      |
| 7     | Lisa Kurschilgen (TV Wattenscheid 01)    | 6,21      |
| 8     | Carolin Schäfer (LG Eintracht Frankfurt) | 6,04      |

Datum: 27. Juli

### Dreisprung
| Platz | Athletin, Verein                           | Weite (m) |
| ----- | ------------------------------------------ | --------- |
| 1     | Kristin Gierisch (LAC Erdgas Chemnitz)     | 14,34     |
| 2     | Jenny Elbe (Dresdner SC)                   | 14,03     |
| 3     | Neele Eckhardt (LG Göttingen)              | 13,98     |
| 4     | Katja Demut (LC Jena)                      | 13,95     |
| 5     | Eva Linnenbaum (ART Düsseldorf)            | 13,72     |
| 6     | Lena Saathoff (ART Düsseldorf)             | 13,21     |
| 7     | Sabrina Mickenautsch (LAC Erdgas Chemnitz) | 13,11     |
| 8     | Klaudia Kaczmarek (LAZ Rhede)              | 13,11     |

Datum: 27. Juli

### Kugelstoßen
| Platz | Athletin, Verein                                      | Weite (m) |
| ----- | ----------------------------------------------------- | --------- |
| 1     | Christina Schwanitz (LV 90 Erzgebirge)                | 19,69     |
| 2     | Lena Urbaniak (LG Filstal)                            | 17,84     |
| 3     | Shanice Craft (MTG Mannheim)                          | 17,75     |
| 4     | Josephine Terlecki (Hallesche Leichtathletik-Freunde) | 17,25     |
| 5     | Sara Gambetta (Hallesche Leichtathletik-Freunde)      | 16,15     |
| 6     | Sophie Kleeberg (LV 90 Erzgebirge)                    | 15,90     |
| 7     | Diana Steinhoff (LC Jena)                             | 15,32     |
| 8     | Luise Weber (ASV Erfurt)                              | 14,90     |

Datum: 25. Juli

### Diskuswurf
| Platz | Athletin, Verein                            | Weite (m) |
| ----- | ------------------------------------------- | --------- |
| 1     | Shanice Craft (MTG Mannheim)                | 65,88     |
| 2     | Julia Fischer (SCC Berlin)                  | 63,02     |
| 3     | Anna Rüh (SC Neubrandenburg)                | 62,94     |
| 4     | Sabine Rumpf (LSG Goldener Grund Selters)   | 59,16     |
| 5     | Kristin Pudenz (SC Potsdam)                 | 58,98     |
| 6     | Heike Koderisch (SC Magdeburg)              | 58,28     |
| 7     | Marike Steinacker (TSV Bayer 04 Leverkusen) | 56,43     |
| 8     | Ulrike Giesa (LAC Quelle Fürth)             | 55,29     |

Datum: 26. Juli

### Hammerwurf
| Platz | Athletin, Verein                                | Weite (m) |
| ----- | ----------------------------------------------- | --------- |
| 1     | Kathrin Klaas (LG Eintracht Frankfurt)          | 72,08     |
| 2     | Betty Heidler (LG Eintracht Frankfurt)          | 69,83     |
| 3     | Carolin Paesler (LG Eintracht Frankfurt)        | 67,78     |
| 4     | Daniela Manz (TSV Bayer 04 Leverkusen)          | 63,12     |
| 5     | Charlene Woitha (SCC Berlin)                    | 61,62     |
| 6     | Susen Küster (Hallesche Leichtathletik-Freunde) | 61,02     |
| 7     | Sarah Lippold (TSV Bayer 04 Leverkusen)         | 57,73     |
| 8     | Vanessa Pfeifer (ASV Erfurt)                    | 57,24     |

Datum: 26. Juli

### Speerwurf
| Platz | Athletin, Verein                                       | Weite (m) |
| ----- | ------------------------------------------------------ | --------- |
| 1     | Linda Stahl (TSV Bayer 04 Leverkusen)                  | 63,55     |
| 2     | Katharina Molitor (TSV Bayer 04 Leverkusen)            | 63,40     |
| 3     | Christin Hussong (LAZ Zweibrücken)                     | 60,45     |
| 4     | Susanne Siebert (Leichtathletik-Gemeinschaft Augsburg) | 57,88     |
| 5     | Sarah Mayer (SC Potsdam)                               | 56,05     |
| 6     | Sarah Leidl (1. FC Passau)                             | 54,06     |
| 7     | Franziska Krebs (SCC Berlin)                           | 53,95     |
| 8     | Mareike Rittweg (MTG Mannheim)                         | 53,66     |

Datum: 27. Juli

### Siebenkampf
| Platz | Athletin, Verein                         | Leistung (Pkte) |
| ----- | ---------------------------------------- | --------------- |
| 1     | Anna Maiwald (TSV Bayer 04 Leverkusen)   | 5864            |
| 2     | Elisabeth Glonegger (MTV Ingolstadt)     | 5303            |
| 3     | Lisa Hampel (Team Niederrhein)           | 5092            |
| 4     | Bianca Broda (LA SV Herten)              | 5073            |
| 5     | Nicola Herrlitz (LG Eintracht Frankfurt) | 5041            |
| 6     | Malin Lobitz (Troisdorfer LG)            | 5034            |
| 7     | Meike Holtkamp (LG Olympia Dortmund)     | 4974            |
| 8     | Simone Mrotzek (TSV Bayer 04 Leverkusen) | 4969            |

Datum: 23./24. August
fand in Vaterstetten statt

### Siebenkampf, Mannschaftswertung
| Platz | Verein, Besetzung                                                        | Leistung (Pkte) |
| ----- | ------------------------------------------------------------------------ | --------------- |
| 1     | TSV Bayer 04 Leverkusen (Anna Maiwald, Simone Mrotzek, Alina Biesenbach) | 15.784          |

Datum: 23./24. August
fand in Vaterstetten statt
nur 1 Team in der Wertung

### Crosslauf–6,18 km
| Platz | Athlet, Verein                             | Zeit (min) |
| ----- | ------------------------------------------ | ---------- |
| 1     | Sabrina Mockenhaupt (LG Sieg)              | 21:43      |
| 2     | Maren Kock (LG Telis Finanz Regensburg)    | 22:07      |
| 3     | Steffi Volke (LG Telis Finanz Regensburg)  | 22:14      |
| 4     | Sandra Eltschkner (SG Greifswald)          | 22:14      |
| 5     | Elena Burkard (LG farbtex Nordschwarzwald) | 22:15      |
| 6     | Melina Tränkle (LG Region Karlsruhe)       | 22:25      |
| 7     | Annika Frank (LAV Stadtwerke Tübingen)     | 22:32      |
| 8     | Anne Kesselring (LAC Quelle Fürth)         | 22:41      |

Datum: 8. März
fand in Löningen statt

### Crosslauf–6,18 km, Mannschaftswertung
| Platz | Verein, Besetzung                                                                | Platzziffer |
| ----- | -------------------------------------------------------------------------------- | ----------- |
| 1     | LG Telis Finanz Regensburg I (Maren Kock, Steffi Volke, Anna-Katharina Plinke)   | 022         |
| 2     | LAC Quelle Fürth I (Anne Kesselring, Jannika John, Julia Hiller)                 | 030         |
| 3     | LAC Quelle Fürth II (Gesa Bohn, Stefanie Müller, Michelle Lieb)                  | 091         |
| 4     | LG Stadtwerke München (Julia Scholz, Yvonne Kleiner, Petra Stöckmann)            | 092         |
| 5     | LG Telis Finanz Regensburg II (Julia Galuschka, Juliane Straub, Anna-Lena Stich) | 094         |
| 6     | SV Sonsbeck (Melina Buil, Judith Joosten, Stefanie Katschak)                     | 111         |
| 7     | ASV Erfurt (Mareike Bechtloff, Beatrice Decker, Anika Voß)                       | 122         |
| 8     | PSV Grün-Weiß Kassel (Thordis Arnold, Tanja Nehme, Lisa Jaschke)                 | 131         |

Datum: 8. März
fand in Löningen statt

### Berglauf–8,9 km
| Platz | Athletin, Verein                            | Zeit (min) |
| ----- | ------------------------------------------- | ---------- |
| 1     | Julia Viellehner (TSV Altenmarkt/Alz)       | 53:50,9    |
| 2     | Sarah Kistner (MTV Kronberg)                | 56:27,0    |
| 3     | Annika Seefeld (LG Staufen)                 | 58:32,8    |
| 4     | Katrin Köngeter (FC Alemannia Unterkirnach) | 59:50,5    |
| 5     | Nadia Dietz (LC Rothaus)                    | 59:57,3    |
| 6     | Nada Balcarczyk (LG Würm Athletik)          | 60:45,2    |
| 7     | Hanna Gröber (MTV Stuttgart)                | 62:23,9    |
| 8     | Silvia Weishäupl (laufstilanalyse.de)       | 62:29,1    |

Datum: 28. September
Hochfellnberglauf in Bergen (Chiemgau)

## Videolinks
- 400-m-Hürdenfinale Männer aus der TV-Übertragung vom 27. Juli 2014 auf YouTube